# 孝康章皇后

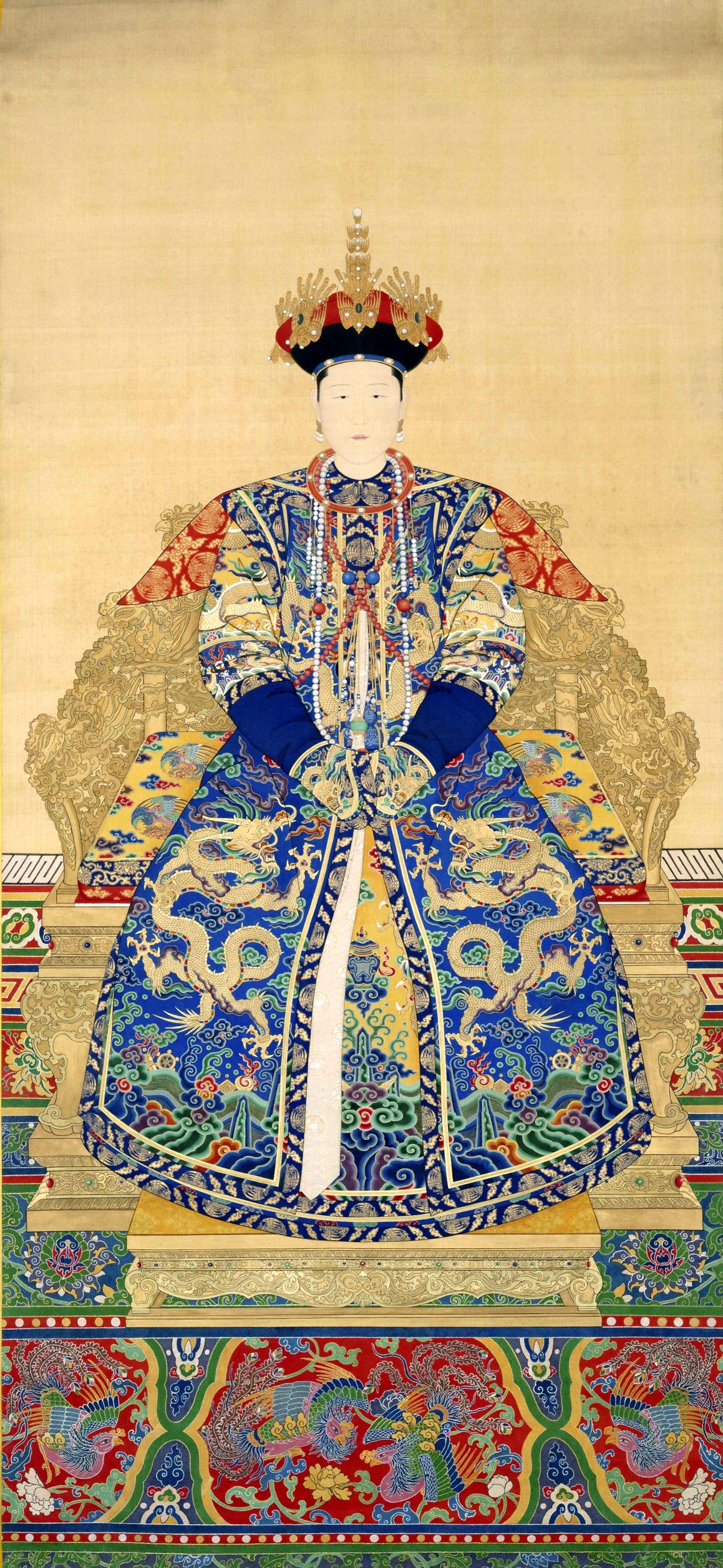
孝康章皇后

孝康章皇后（こうこうしょうこうごう、満洲語: ᡥᡳᠶᠣᠣᡧᡠᠩᡤᠠ
ᠨᡝᠰᡠᡴᡝᠨ
ᡝᠯᡩᡝᠮᠪᡠᡥᡝ
ᡥᡡᠸᠠᠩᡥᡝᠣ　転写：hiyoošngga nesuken eldembuhe hūwangheo、1640年12月31日 - 1663年3月20日）は、清の順治帝の側室で、康熙帝の母。姓はトゥンギャ氏（Tunggiya hala、佟佳氏）。

## 経歴
都統のトゥライ（Tulai、佟図頼、もとの名は盛年）の娘。順治9年（1652年）、後宮に入り、順治帝の庶妃（側女）となった。順治11年（1654年）、玄燁（後の康熙帝）を産んだ。
康熙帝が即位すると、皇太后に上った。康熙2年（1663年）、亡くなった。「孝康」と諡されて、孝陵に附葬された。その後、夫の諡を重ねて「孝康慈和荘懿恭恵温穆端靖崇文育聖章皇后」と加諡された。

## 伝記資料
- 『清聖祖実録』
- 『清史稿』